# Partia Ludowa (Belgia)
Partia Ludowa (fr. Parti populaire, nid. Personenpartij, PP) – belgijska partia polityczna, działająca głównie w Regionie Walońskim.
Plany powołania nowego ugrupowania w czerwcu 2009 zapowiedział Mischaël Modrikamen, adwokat specjalizujący się w reprezentowaniu małych akcjonariuszy. Partia powstała ostatecznie w listopadzie tego samego roku, deklarując się jako formacja prawicowa. Na jej czele stanęli jako współprzewodniczący Mischaël Modrikamen i Rudy Aernoudt, ekonomista i filozof.
Partia Ludowa wystartowała w wyborach parlamentarnych w 2010, uzyskała w skali kraju 1,3% głosów, co przełożyło się na jeden mandat w Izbie Reprezentantów. Podobny wynika partia uzyskała w 2014 (1,5% głosów i jeden mandat w niższej izbie federalnego parlamentu). Reprezentację w krajowym parlamencie utraciła w 2019. W tym samym roku ugrupowanie podjęło decyzję o swoim rozwiązaniu.